# رادن (ایلینوی)
رادن (به انگلیسی: Rodden) یک منطقهٔ مسکونی در ایالات متحده آمریکا است که در شهرستان جو دویس، ایلینوی واقع شده‌است. رادن ۲۰۴ متر بالاتر از سطح دریا واقع شده‌است.